# Persepolis
Persepolis (staroperski: Pārsa, pers. تخت جمشید – Tacht-e Dżamszid) – miasto w starożytnej Persji, założone przez Dariusza I w 518 p.n.e., lecz znacznie rozbudowane przez Kserksesa I i kolejnych władców z dynastii Achemenidów. Stąd przyjmuje się, że znane archeologom Persepolis jest dziełem nie Dariusza, lecz Kserksesa. Ruiny miasta znajdują się ok. 70 km na północ od Sziraz w Iranie.
Miasto w czasach Achemenidów pełniło funkcję jednej z czterech stolic imperium perskiego (obok Suzy, Ekbatany i Pasargadów) i służyło jako ceremonialna stolica państwa. Szczególną oprawę miało święto Nowruz: obchody nowego roku rozpoczynającego się według kalendarza perskiego w dniu równonocy wiosennej.

## Upadek miasta
W roku 330 p.n.e. zostało zdobyte przez Aleksandra Wielkiego. Oceniono, że było najbogatszym miastem pod słońcem. Wbrew powszechnie znanej opinii miasto nie zostało zniszczone w całości i w pijackim amoku. Aleksander, po wysłuchaniu opinii Parmeniona (był on przeciwny niszczeniu pałacu, obawiał się bowiem, że wtedy Persowie stawią silniejszy opór), zdecydował się spalić pałac Dariusza i Kserksesa I (dziś dzięki odkryciom archeologicznym wiemy, że pożar doskonale zaplanowano) by pomścić spalenie świątyń greckich bogów w czasie wojen grecko-perskich. Wiadomość o spaleniu pomogła ugasić niepokoje w Grecji i pokonać zbuntowaną Spartę. Opowieść, że do spalenia doszło podczas uczty, którą urządzili sobie Macedończycy po zdobyciu miasta, a sam Aleksander został namówiony do tego przez grecką heterę o imieniu Thais, zapisał Klejtarchos: historyk już w starożytności uważany za niewiarygodnego. 

## Prace archeologiczne
Epokę odkryć na Bliskim Wschodzie rozpoczął James Henry Breasted, dyrektor Instytutu Orientalistycznego na Uniwersytecie Chicagowskim. Regularne prace wykopaliskowe rozpoczęto w latach trzydziestych XX wieku pod kierownictwem Ernsta Herzfelda, ukończone przez doktora Eryka F. Schmidta. Odkryto zabudowania pałacowe wzniesione na platformie zlokalizowanej u stóp wzgórza, liczne budowle, których istnienia nawet nie podejrzewano, w tym pomieszczenia gwardii pałacowej wraz ze skarbcem Dariusza i Kserksesa. Na platformę prowadziły rampy z monumentalnymi schodami, zabudowania od strony doliny były otoczone murami. Odkryte archiwum w Persepolis zawierało tabliczki zapisane w większości pismem elamickim. Używano też pisma akadyjskiego. Archiwum nie zawierało ani jednej tabliczki zapisanej klinowym pismem perskim, z czego wnioskuje się, że pismo perskie było całkowicie sztucznym tworem.   
Obszar pałacu zajmował teren o wymiarach ok. 297 × 448 m. Pod ziemią zlokalizowano sieć kanałów odwadniających oraz wodociągi.

## Architektura
W murze za rządów Kserksesa wybudowano bramę zwaną Bramą Wszystkich Ludów. Strzegły jej rzeźby skrzydlatych byków. Zachowała się inskrypcja zapisana pismem klinowym w trzech językach: elamickim, babilońskim i staroperskim, głosząca, że: „sala wejściowa jest dziełem Kserksesa I, następcy Dariusza”. Za bramą znajdował się portyk wsparty na czterech kolumnach. Za nim, na prawo, wyróżnia się jedno z pomieszczeń reprezentacyjnych, wzniesiona na drugim tarasie apadana, pełniąca funkcję Sali Audiencyjnej.
Jest to sala hypostylowa, zbudowana na planie kwadratu o boku 61,0 m. Otoczona była sześcioma rzędami kolumn w rozstawie 8,4 m i wysokości 18,0 m, z których do naszych czasów zachowało się tylko 13 kolumn. Sala tronowa Kserksesa, nazywana Salą Stu Kolumn, była zbudowana na kwadracie o boku 75,0 m, przykryta płaskim stropem opierającym się na kolumnach wysokości 9,0 m rozstawionych w 10 rzędach. Przestrzeń sali zamykały ściany, w których umieszczone były wejścia (wejścia przetrwały do naszych czasów). Sala ta została ukończona za panowania Artakserksesa I.
Oprócz pomieszczeń reprezentacyjnych w skład kompleksu wchodziły zabudowania mieszkalne. Były to rezydencje wznoszone wokół kolumnowych dziedzińców. Najstarsza budowla pochodzi z czasów Dariusza I.
Największą zachowaną ozdobą pałacu są reliefy biegnące wzdłuż ścian i schodów. Wyobrażają one procesje biorące udział w uroczystościach religijnych i świeckich. Idący składają dary królowi, oczekując na posłuchanie. Wśród przedstawionych postaci znajdują się przedstawiciele wszystkich ludów z imperium Achemenidów.
W 1971 roku w ruinach Persepolis zorganizowano główne obchody 2500. rocznicy powstania monarchii irańskiej.

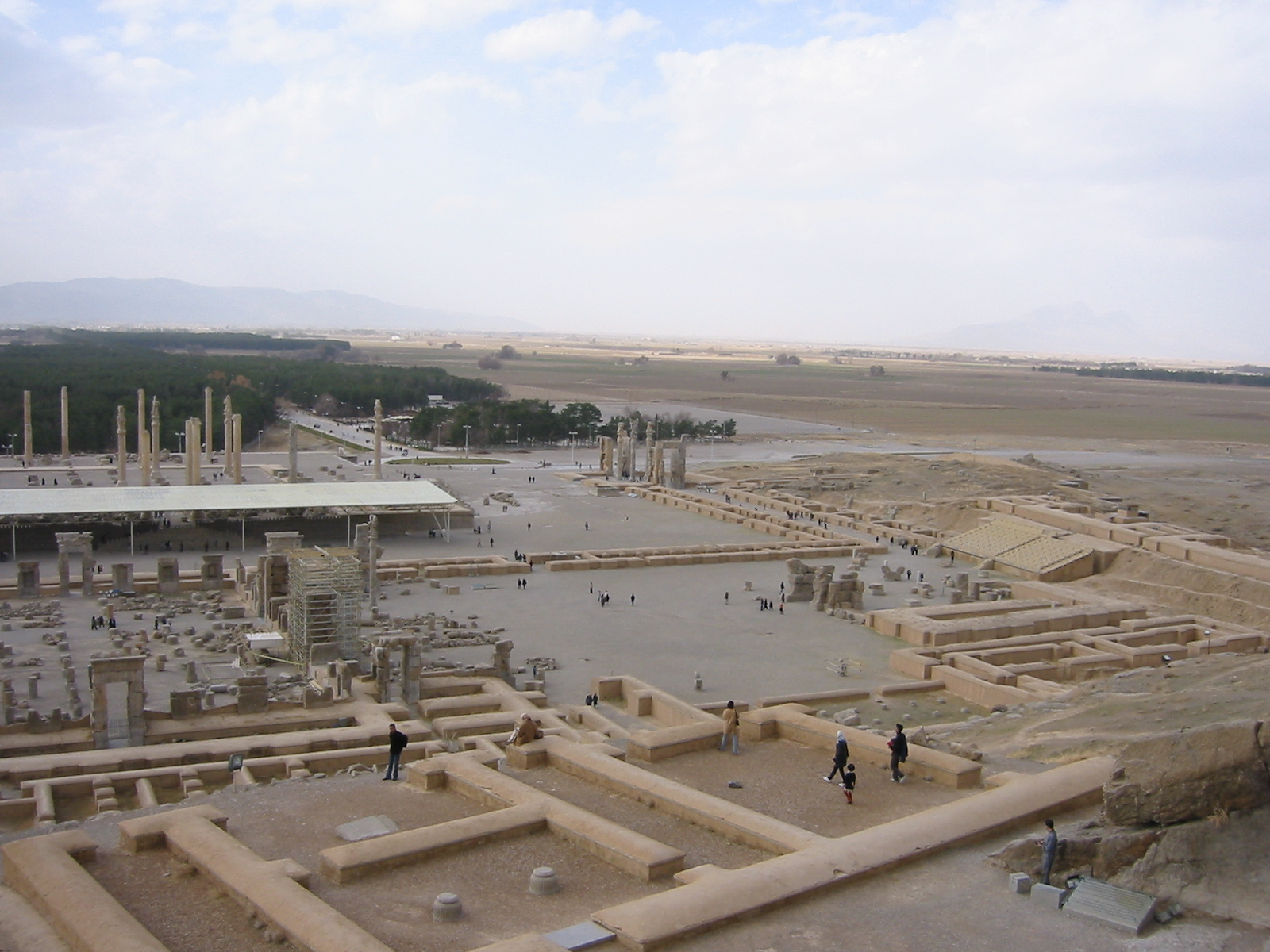
Ruiny w Persepolis
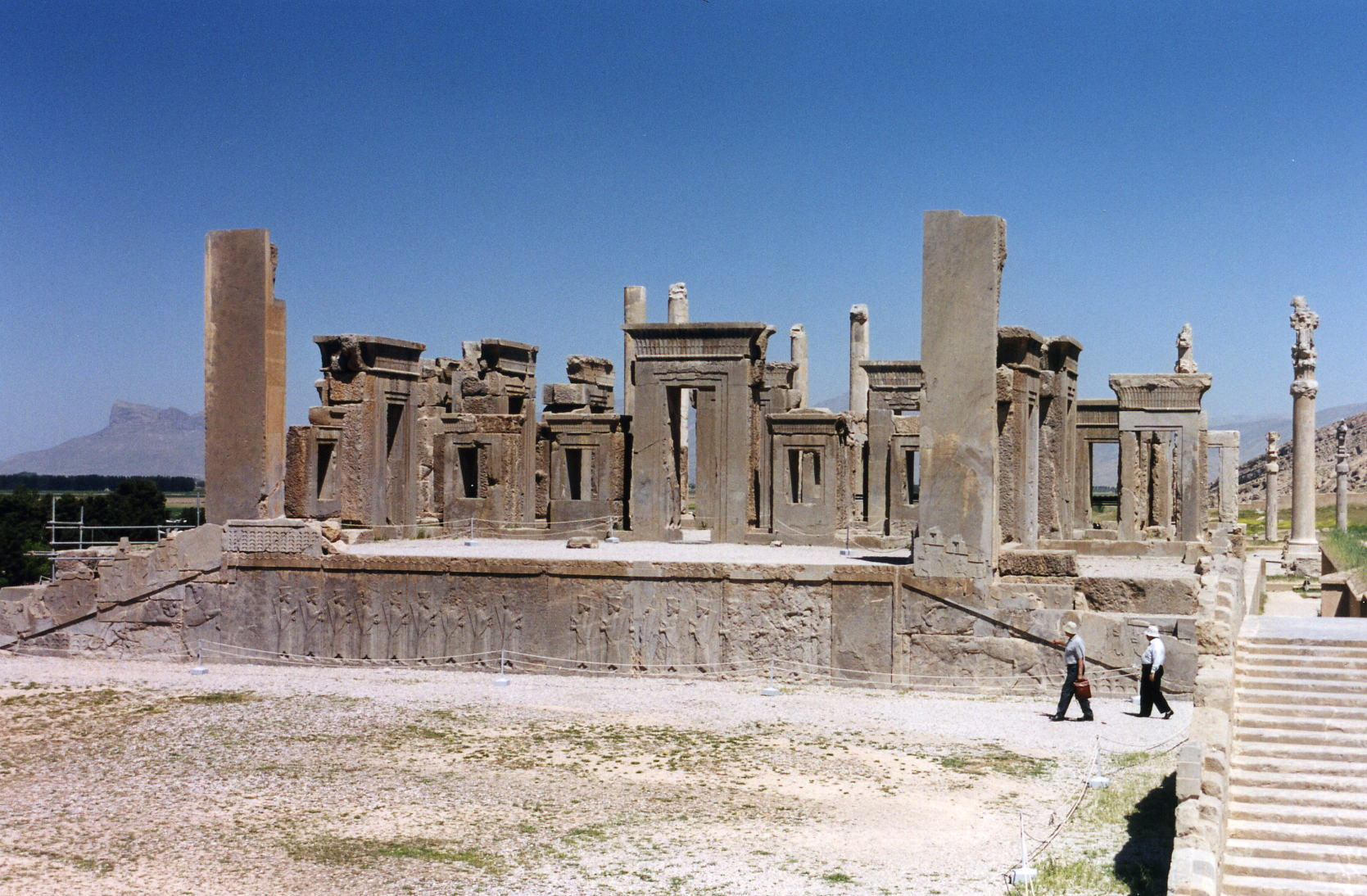
Ruiny pałacu Dariusza I w Persepolis
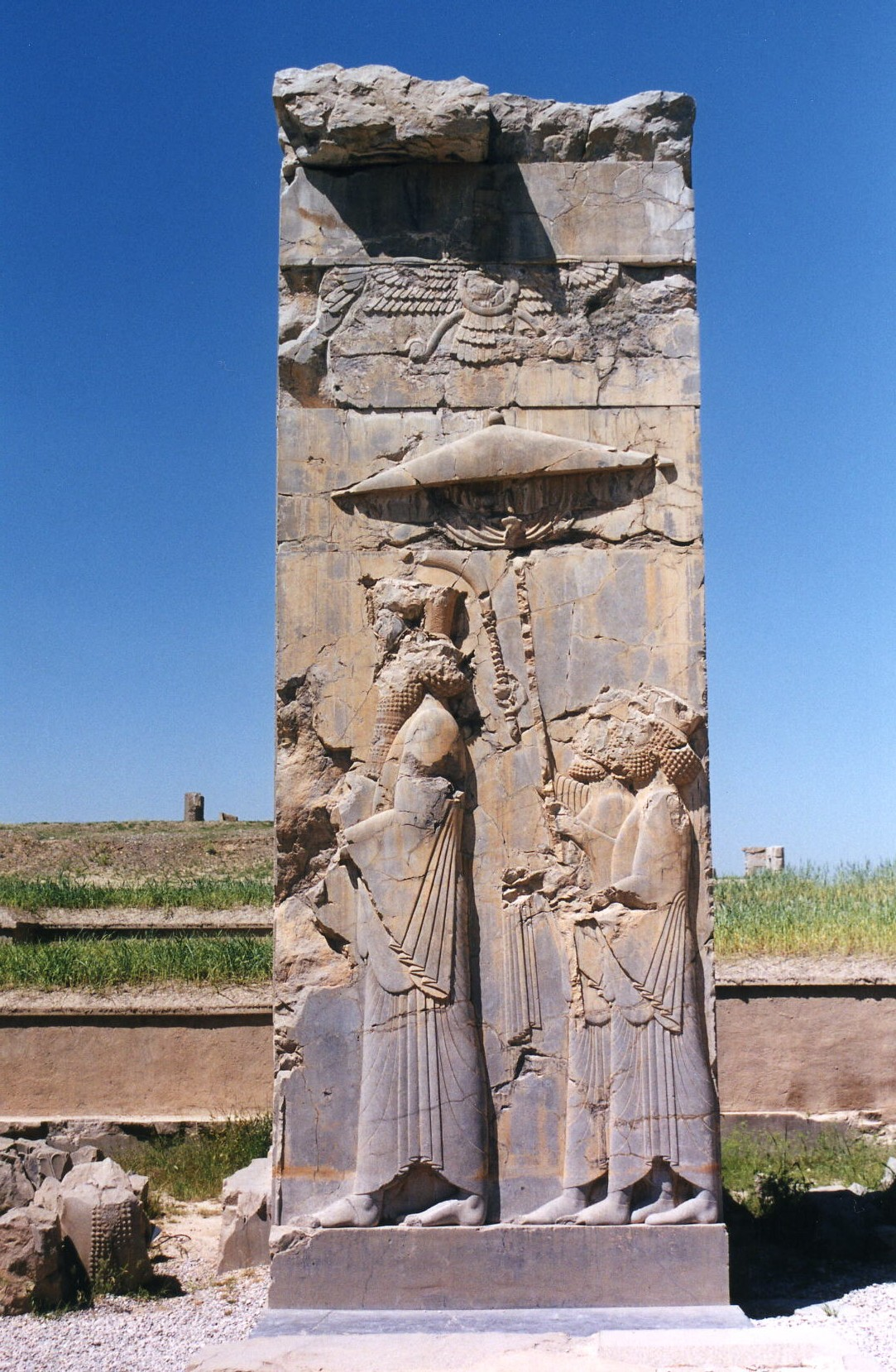
Dariusz I